# COSMO-SkyMed-1
COSMO-SkyMed-1 – włoski wojskowo-cywilny satelita do obserwacji radarowych. Pierwszy z czterech satelitów serii COSMO-SkyMed. Służy do obserwacji basenu Morza Śródziemnego. Wyposażony jest w radar z syntetyczną aperturą (SAR), mogący obserwować powierzchnię Ziemi w każdych warunkach atmosferycznych. Misję finansują Włoska Agencja Kosmiczna (ASI) i włoskie ministerstwo obrony. W funkcjach wojskowych system będzie współpracował z francuskimi satelitami Pleiades, tworząc francusko-włoski system ORFEO. Będzie tworzył też część systemu SABRINA.
Jedną z unikatowych cech radarów zamontowanych na satelitach będzie możliwość obserwacji kry lodowej i kształtu fal morskich – obu cennych z punktu widzenia meteorologii. Drugą cechą będą radarowe obserwacje trójwymiarowe. Będą one możliwe dzięki możliwości łączenia par satelitów w obserwatoria interferometryczne (na czas 1 dnia).